# دریک سالیوان
دریک سالیوان (انگلیسی: Derrick Sullivan; ۱۰ اوت ۱۹۳۰ – ۳۱ اوت ۱۹۸۳) بازیکن فوتبال اهل ولز بود.
از باشگاه‌هایی که در آن بازی کرده‌است می‌توان به باشگاه فوتبال کاردیف سیتی، باشگاه فوتبال هرفورد یونایتد، باشگاه فوتبال اکستر سیتی، و باشگاه فوتبال نیوپورت کانتی اشاره کرد.
وی همچنین در تیم ملی فوتبال ولز بازی کرده‌است.